# Одиниця Бубнова
Одиниця Бубнова (міжнародне скорочення — B) — одиниця швидкості, що відповідає 1 м/106 років. Іншими словами, 1 B дорівнює 1 метр на 1 000 000 років, 1 міліметр на 1000 років, або один мікрометр на рік. Ця одиниця швидкості була визначена в 1969 році.
Одиниця Бубнова застосовується в геології для вимірювання швидкості зниження земної поверхні внаслідок ерозії, і отримала свою назву на честь російського (німецько-балтійського) геолога Сержа фон Бубнова (1888—1957). Швидкість ерозії, що дорівнює 1 B, також означає, що 1 м³ землі усувається з площі в 1 км² за 1 рік. Порівняно з іншими щоденними явищами, ерозія в більшості випадків (за винятком хіба що швидких подій, як-от зсуви ґрунту) є надзвичайно повільним процесом, який і вимагає використання такої спеціалізованої одиниці вимірювання швидкості. Наприклад, поточна середня швидкість ерозії суходолу планети Земля була визначена на рівні 30 B (30 м за мільйон років). Проте, існують більші відмінності у швидкості ерозії між різними регіонами. Як приклад швидкої ерозії, можна навести басейн річки Семан в Албанії, де швидкість ерозії сягає 3000 B (3 міліметри на рік), а сама річка транспортує з одного квадратного кілометра свого басейну в середньому близько 4600 тонн землі на рік.
Одиниця Бубнова була введена для того, аби замінити розмаїття одиниць (як-от фути на рік, сантиметри на рік, метри на десятиліття та ін.), що до цього часу використовувались, однією стандартною одиницею. Єдиним, через що введення нової одиниці піддавалося критиці, було те, що ця одиниця приховуватиме справжню швидкість ерозії від неспеціалістів, оскільки зазвичай лише спеціалістам відоме значення цієї одиниці.